# Rhonda Jo Petty
Rhonda Jo Petty (North Hollywood, California; 30 de marzo de 1955) es una actriz pornográfica estadounidense. Es miembro del AVN Hall of Fame.

## Biografía
Petty ha crecido en Chatsworth (Los Angeles), California. Su primer rol de protagonista fue en la película Disco Lady (1978), guion cinematográfico que se produjo a causa de su semejanza física con la actriz Farrah Fawcett. El propio nombre artístico, Sarah Dawcett, tuvo la conexión con el papel por la similitud. La carrera de Petty alcanzó su punto máximo entre finales de 1970 y la mitad de la década de los años 1980. Además de protagonizar escenas lésbicas a menudo ha actuado en numerosas películas con el icono del porno John Holmes; en aquel tiempo, otro detalle no muy común fue que se afeitaba las partes íntimas y con frecuencia participó en escenas fisting.
Ironía de la suerte, Petty en la película The Greatest Little Cathouse in Las Vegas (1982) hizo su debut protagónico como la futura esposa de Holmes, Laurie Rose, (alias de la señora Misty Dawn, y efectiva cónyuge del actor porno John Curtis Estes). Así convirtiéndose en una de las actrices preferidas Laurie's durante más tiempo.
Rhonda Jo Petty es una de las veinticinco mujeres de la época de oro (en Inglés: Golden Age Of Porn) en films para adultos que son presentes en un libro del año 2012; del mismo libro la procedencia fue por parte de John Holmes: A Life Measured in Inches, y la hiperficción constructiva se realizó mediante Jill C. Nelson. Título: Golden Goddesses: 25 Legendary Women of Classic Erotic Cinema, 1968-1985.